# Helmut Bläss
Helmut Bläss (* 12. Mai 1926 in Halle (Saale); † 7. Juli 2005 in Wittenberg) war ein deutscher Theaterintendant, Regisseur und Schauspieler.

## Leben
Helmut Bläss besuchte in seiner Heimatstadt Halle (Saale) das Reform–Realgymnasium. Aufgewachsen in der Zeit des Nationalsozialismus in Deutschland, wurde er Jungvolkführer und mit dem Erreichen der Wehrdienstfähigkeit als Artillerist zur Waffen-SS eingezogen. Dabei erlitt er zwei Verwundungen, wodurch er den linken Arm verlor.
Körperlich eingeschränkt, legte er am Kaiser-Wilhelm-Gymnasium in Frankfurt am Main sein Abitur ab und wendete sich seiner Leidenschaft, dem Theater, zu. So übernahm er nach dem Abitur eine Regieassistenz, wurde Sekretär der Bühnengenossenschaft und wurde mit der Gründung der „Hessischen Volksbühne“ als deren Leiter beauftragt. Danach wirkte er als Chefdramaturg und Spielleiter am Theater „Junge Garde“ in Halle (Saale) und in Görlitz. Von 1958 bis 1964 arbeitete er als Oberspielleiter der Operette an den Städtischen Theatern Leipzig.
Ab 1964 war Bläss 32 Jahre lang Intendant des Wittenberger Theaters (Elbe-Elster-Theater, Elbe-Saale-Bühnen Wittenberg-Bernburg, Mitteldeutsches Landestheater). Damit ist er in der deutschen Theatergeschichte Rekordhalter als Intendant an einem Theater. Während seiner Zeit erhöhte er die Anzahl der Vorstellungen und erweiterte das Spielgebiet des Wittenberger Theaters erheblich.
Für mehrere hundert Inszenierungen, Partien, Rollen, Gastregie beim Fernsehen im In- und Ausland war er verantwortlich und sorgte mit seinen Aufführungen in den historischen Höfen von Wittenberg beispielsweise mit Doktor Eisenbarth 1983 für Furore.
Als gestrenger Intendant, aber immer dem Ziel verpflichtet, sein Publikum zufriedenzustellen, erwarb er sich auch bei jüngeren Kollegen Respekt. Durch sein Schaffen hat er Theatergeschichte weit über Wittenberg hinaus geschrieben.
Als er das Wittenberger Theater 1996 aus Altersgründen verließ, blieb er weiterhin mit diesem seinem Lebenswerk verbunden. Als „sein“ Theater-Ensemble 2002 aufgelöst wurde, traf ihn dies sehr. Jedoch engagierte er sich bei der Gründung der Wittenberger „PHÖNIX-Theaterwelt“ im durch private Initiative erhaltenen Theatergebäudekomplex als Fördermitglied und gab im Oktober 2004 dort seine letzte Vorstellung.

## Theater (Regie)
- 1960: Isaak Dunajewski: Wale, Liebe und Matrosen (Städtische Theater Leipzig – Kleines Haus Dreiindenstraße)